# Berberia dealbata
Berberia dealbata is een vlinder uit de onderfamilie Satyrinae van de familie Nymphalidae. De wetenschappelijke naam van de soort is voor het eerst geldig gepubliceerd in 1958 door Robert Herbert Carcasson.